# Anna Maria Ortese
Anna Maria Ortese (Roma, 13 de juny de 1914 — Rapallo, Ligúria, 9 de març de 1998) va ser una escriptora i periodista italiana. Va escriure diverses obres periodístiques i assajos, principalment ambientats al sud d'Itàlia. Va treballar al diari L'Europeo, en què va publicar diversos articles d'opinió amb un característic to apassionat.

## Trajectòria
Va néixer en una família de classe humil, sent la cinquena de sis germans. Va passar la seva infància itinerant entre Trípoli i Nàpols, pels continus viatges de la seva família, que canviava de domicili. Va realitzar els seus estudis elementals a Trípoli, i també va estudiar piano diversos anys. Als disset anys, quan mor a Martinica el seu germà Emmanuel (que era mariner), va canviar la seva vocació musical per la literària. Va abandonar els seus estudis i va preferir l'aprenentatge com a autodidacta, arribant a dominar l'espanyol i el francès per si mateixa. En 1935 va començar a col·laborar amb la revista La Fera Letteraria —on va publicar els seus primers poemes i el conte Pellerossa—, i el 1937 es va publicar el seu primer llibre de relats, Angelici dolori.
Durant el temps que va exercir com a periodista, va viatjar a través d'Itàlia i de l'estranger; i els seus reportatges els va reunir en un llibre voluminós, La lent Scura.
Al 1975 es va establir a Rapallo, on va viure més de vint anys. La seva vida es va caracteritzar per la soledat i l'aïllament; va tenir polèmiques contra les visions ideològiques i estètiques del món intel·lectual italià, arribant a allunyar-se per complet dels cercles literaris. Mai es va casar.Corpo celeste recull tres converses, d'anys diversos, sobre el seu singular exili, personal, d'escriptora.

## L'escriptora
Va escriure relats fantàstics, novel·les i cròniques periodístiques. Les seves obres han estat traduïdes a diversos idiomes, entre ells, el català, l'anglès, el francès, l'espanyol, el portuguès i l'alemany.
Ortese és una narradora inclassificable. El seu món expressiu —a part dels seus inicis, en els relats Angelici dolori i L'infanta sepolta— destaca ja en l'estrany Il mare non bagna Napoli (1953), on una nena d'escassa visió, després d'aconseguir unes ulleres, percep que el lloc en què creia viure és un lloc brut i miserable. Però no es redueix el relat a una simple paràbola, ja que hi ha una descripció molt precisa de les sensacions i del món que l'envolta, que enriqueix el presumpte neorealisme en el qual alguns van creure poder inserir l'escriptora.
Cinc anys més tard, va publicar I giorni del cielo (1958) i Silenzio a Milano (1958), conjunt de relats de vides humils sobre el fons d'un Milà industrialitzat, fosc i incomprensible. A La iguana (1965), que oscil·la entre realitat i faula un cop més, narra l'estranya relació entre un home ric del nord d'Itàlia i una serventa rude; és, segons Pietro Citati, la seva obra mestra.
El van seguir Poveri e semplici (1967), premiat, i L'alone grigio (1969). A la dècada següent, amb Il porto di Toledo (1975) i Il cappello piumato (1979), es va consagrar a una narrativa personal en la qual el realisme moralista es conjuga originalment amb una transfiguració visionària que fa que el relat tingui una brillantor excepcional.
Finalment, amb Il cardillo addolorato (1993) construeix una imaginativa novel·la que es desenvolupa a Nàpols, a la fi del segle XVIII: és un divertiment sobre la idea del 'grand tour', en aquest cas de tres belgues, amb disquisicions i misteris de tota mena.

## Obra
- Angelici dolori (1937)
- L'infanta sepolta (1950)
- Il mare non bagna Napoli (1953). Publicat en català per Edicions del Cràter (El mar no banya Nàpols) amb traducció d'Alba Dedeu (Barcelona, 2023).
- Silenzio a Milano (1958)
- I giorni del cielo (1958)
- L'iguana (1965)
- Poveri e semplici (1967)
- La lluna sul mur (1968)
- L'alone grigio (1969)
- Il porto di Toledo (1975)
- Il cappello piumato (1979)
- Il treno russo (1983)
- Il mormorio di Parigi (1986)
- Estivi terrori (1987)
- In sonno e in veglia (1987)
- Il cardillo addolorato (1993)
- Alonso e i visionari (1997)
- Corpo celeste (1997)

## Premis
- 1953 Premi Viareggio per Il mare non bagna Napoli.
- 1967 Premi Strega per Poveri e semplici.
- 1971 Premi literari nacional Ceppo Pistoia.[4]
- 1988 Premi Procida- Isola di Arturo-Elsa Morante per In sonno e in veglia.[5]
- 1992 Premi del jurat del Rapallo-Carige per la donna scrittrice per La lente scura.[6]
- 1998 Prix du Meilleur Livre Étranger (Premi al millor llibre estranger) per La douleur du chardonneret (traducció al francès de Il cardillo addolorato).[7]